# ザ・ロード (キンクスのアルバム)
『ザ・ロード』（The Road）は、1987年にドイツで先行リリースされたキンクスのライブ・アルバム。
アメリカでは年明け1月に発売。イギリスは半年以上遅れて発売された。内容はアメリカでの1987年のライブ・ツアーからの曲が収録されている。先行発売のシングルである「ザ・ロード」とドイツ発売のアルバムは同一ジャケットでありイギリスやアメリカ版とは違う。

## 収録曲
全曲レイ・デイヴィス作詞作曲。
1. ザ・ロード - "The Road"
2. デストロイヤー - "Destroyer"
3. エイプマン - "Apeman"
4. カム・ダンシング - "Come Dancing"
5. アート・ラヴァー - "Art Lover"
6. 語り尽くせなくて - "Cliches of the World (B Movie)"
7. シンク・ヴィジュアル - "Think Visual"
8. リヴィング・オン・ア・シン・ライン - "Living On a Thin Line"
9. ロスト・アンド・ファウンド - "Lost and Found"
10. イット - "It (I Wanted It)"
11. アラウンド・ザ・ダイアル - "Around the Dial"
12. ギヴ・ザ・ピープル・ホワット・ゼイ・ウォント - "Give the People What They Want"